# Kaschmirhirsch
Der Kaschmirhirsch oder Hangul  (Cervus hanglu hanglu) ist eine Unterart des China-Rothirschs (Cervus hanglu) aus der Gattung der Edelhirsche (Cervus) in Asien.

## Beschreibung
Der Hangul erreicht eine Kopf-Rumpf-Länge von 210 bis 230 cm und eine Schulterhöhe von 120 bis 130 cm. Das Fell ist braun bis aschbraun, an den Flanken und Gliedmaßen heller. Im Sommer ist das Fell heller und rötlicher. Der Kopf ist lang mit schmaler Schnauze, Lippen, Ohren und Kinn sind weißlich. Das Geweih hat Aug-, Eis-, Mittelsprosse und Krone, beim ausgewachsenen Tier je Stange fünf oder mehr Enden. Der Nacken ist bei den Männchen lang und buschig behaart. Der Schwanz ist relativ kurz und auf der Unterseite heller. Der Spiegel ist weiß und dunkel eingefasst.

## Verbreitung
Das Verbreitungsgebiet des Hangul liegt im Kaschmir sowie im nördlichen Chamba, die größte Population lebt im Dachigam-Nationalpark, der im nordindischen Unionsterritorium Jammu und Kashmir eingerichtet ist.

## Systematik
Der Kaschmirhirsch stellt eine Unterart des China-Rothirschs (Cervus hanglu) aus der Gattung der Edelhirsche (Cervus) dar. Der China-Rothirsch wiederum enthält als weitere Unterarten den Jarkenthirsch (Cervus hanglu yarkandensis) und den Bucharahirsch (Cervus hanglu bactrianus). Ursprünglich wurde der Hangul aufgrund seines Äußeren als mit den asiatischen Wapitis näher verwandt angesehen. Teilweise galt er daher zusammen mit dem Tibetischen Rothirsch (Cervus wallichii) und dem Szetschuan-Hirsch (Cervus macneilli) als einer eigenen Art zugehörig, für die im Jahr 2011 als deutscher Trivialname „China-Rothirsch“ vorgeschlagen wurde, die wissenschaftliche Bezeichnung lautete aufgrund der Namenspriorität Cervus wallichii. In einer Revision der Hirsche aus dem Jahr 2011 wurde der Kaschmirhirsch dagegen als eigenständig anerkannt und als möglicherweise näher mit den westlichen Rothirschen verwand angesehen (Cervus elaphus-Gruppe). Eine genetische Studie aus dem Jahr 2015 stellte den Hangul in die unmittelbare Verwandtschaft mit dem Bucharahirsch und dem Jarkenthirsch, beide waren ursprünglich als Unterarten des Rothirschs ausgewiesen worden. Die genetischen Daten, die sich in einer weiteren Studie aus dem Jahr 2018 reproduzieren ließen, befürworteten dadurch die von Groves und Grubb 2011 erkannte nähere Verwandtschaft mit den westlichen Rothirschen als mit den eher östlich verbreiteten Wapitis. Innerhalb der westlichen Rothirsch-Gruppe nahmen sowohl der Kaschmir- als auch der Buchara- und Jarkenthirsch eine basale Position ein, was nach Meinung der Autoren, eine Einordnung in eine eigene, gemeinsame Art unterstützt. Aus Gründen der Namenspriorität trägt diese die wissenschaftliche Bezeichnung Cervus hanglu. Als deutscher Trivialname wurde für diese gemeinsame Art wiederum im Jahr 2020 „China-Rothirsch“ postuliert.

## Bedrohung

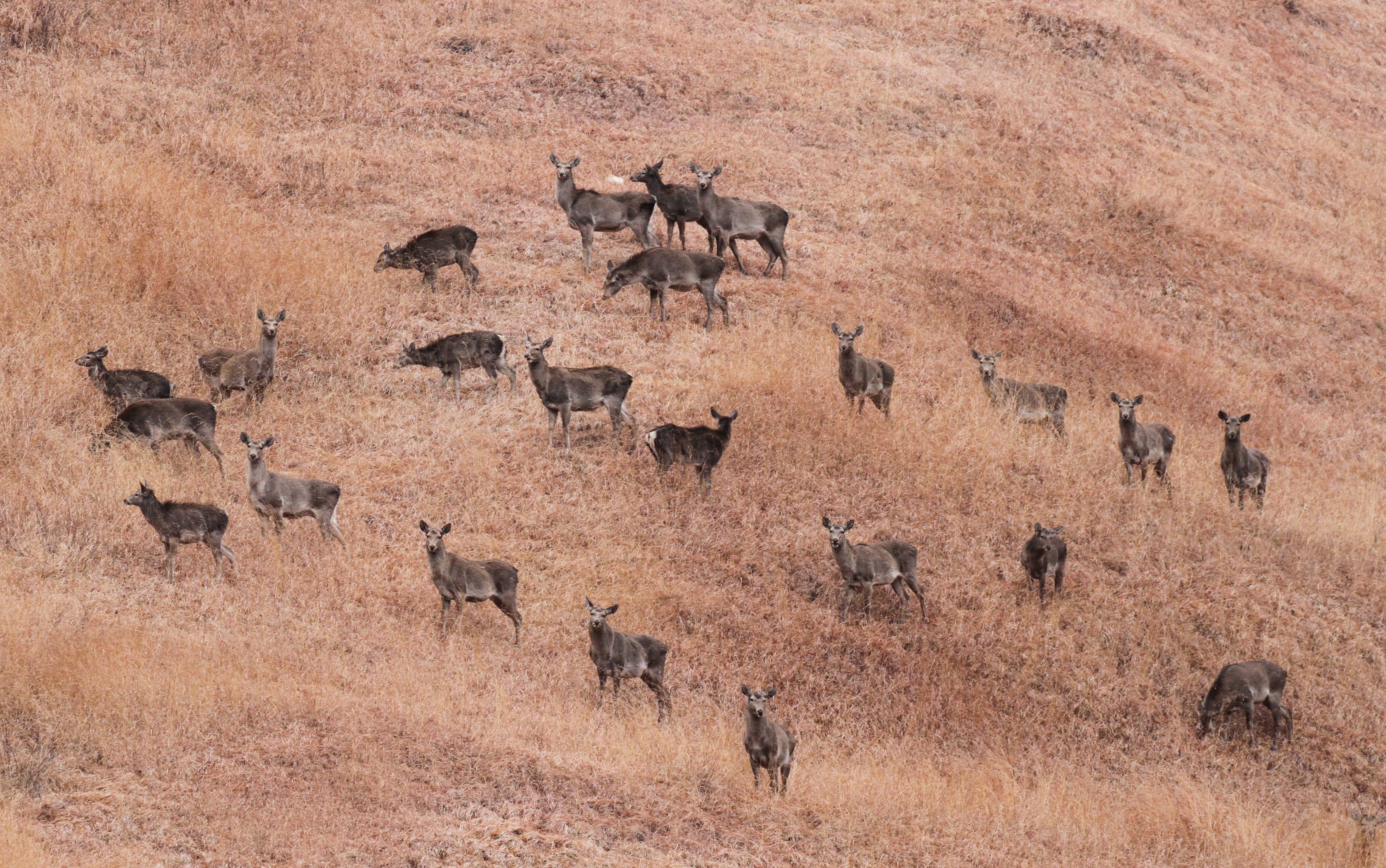
Rudel im Dachigam-Nationalpark

Der Hangul gilt als stark gefährdet. Während die Population in den frühen 90 Jahren des zwanzigsten Jahrhunderts noch bei 3.000–5.000 Tieren lag, wurde der Bestand Ende 2007 auf nur noch 190 Tiere geschätzt. Hauptgründe des Rückgangs sind die Vernichtung des Lebensraumes und die Bejagung. Der Hangul wurde am 11. Mai 1987 zum Staatstier des indischen Bundesstaates Jammu und Kashmir erklärt.